# هو کیک
هو کیک (به لاتین: Hồ Cốc) یک شهرک ساحلی در ویتنام است که در جنوب شرقی ویتنام واقع شده‌است.